# Broederschapsorde der Vrijwillige Burgerwachten
De Broederschapsorde der Vrijwillige Burgerwachten werd in 1930 ingesteld door de Amsterdamse Vrijwillige Burgerwacht.
Deze onderscheiding heeft een aantal van de kenmerken van een Ridderorde of Orde van Verdienste, de naam en de hiërarchische opbouw wijzen daarop. Ook het motto van de Broederschapsorde, "Dienen is ridderplicht", verwijst naar de ridderlijke idealen. Er zijn ook elementen van een orde van Vrijmetselaren aanwezig omdat er sprake is van Broeders in plaats van ridders en commandeurs zoals in de oude ridderorden. In de versierselen vindt men elementen van de moderne orden van verdienste terug.
De Nederlandsche Bond van Vrijwillige Burgerwachten bezat een aantal eigen onderscheidingen voor burgerwachten en deze werden zeer op prijs gesteld. Ook in Amsterdam werd het Kruis van Verdienste van de overkoepelende Nederlandse Bond van Vrijwillige Burgerwachten verleend en gedragen. De verdienstelijke Amsterdamse burgerwachters werden ook beloond met de in 1924 ingestelde Medaille voor bijzondere toewijding van de bond.
In 1930 scheidde Amsterdam zich af. 
Nu waren er minder erkenningen voor het burgerwacht-personeel voorhanden dan gewenst. Daarom besloot het Hoofdbestuur van de Vrijwillige Burgerwacht te Amsterdam tot de oprichting van een eigen onderscheiding die men de "Broederschapsorde" noemde. Een orde behoort een eigen rechtspersoon te zijn en daarom werd de nieuwe orde ondergebracht in een Stichting.
De voordracht werden gedaan bij het Kapittel van de Orde. Als deze de voordracht overnamen, dan werd de betreffende persoon benoemd tot Broeder Expectant der 3e klasse. Om binnen de Orde bevorderd te worden moest men wederom worden voorgedragen. De met de drie lagere graden gedecoreerde leden van deze orde heten "Broeder Expectant" wat betekent dat zij te zijner tijd bevordering tot een hogere graad, die van Broeder of volwaardig lid van de orde,  mochten verwachten, "Expectant" zijn houdt ook bij andere orden, zoals de Duitse Orde in dat men een hogere graad mag verwachten.  
De Broederschapsorde der Vrijwillige Burgerwachten hield op te bestaan door de door de Duitse bezetter verordonneerde opheffing van alle Vrijwillige Burgerwachten op 1 september 1940.

## De Broederschapsorde kende de volgende graden
- Broeder Expectant der Derde Klasse

De Broeder Expectanten der Derde Klasse droegen een bronzen medaille van 33 millimeter in diameter. De voorzijde vertoonde de voorzijde van het versiersel van de Orde zonder keizerskroon zoals die het wapen van Amsterdam dekt. 
- Broeder Expectant der Tweede Klasse

De Broeders Expectanten der Tweede Klasse droegen een zilveren medaille van 33 millimeter in diameter. De voorzijde vertoonde de voorzijde van het versiersel van de Orde zonder keizerskroon. De keerzijde vertoonde de keerzijde van het versiersel van de Orde. Wederom zonder keizerskroon.
- Broeder Expectant der Eerste Klasse

De Broeders Expectanten der Eerste Klasse droegen een verguld zilveren medaille van 33 millimeter in diameter. De voorzijde vertoonde de voorzijde van het versiersel van de Orde zonder keizerskroon. De keerzijde vertoonde de keerzijde van het versiersel van de Orde. Wederom zonder keizerskroon.
- Broeder der Vierde Klasse

Deze droegen het versiersel van de Orde in zilver met een zilveren keizerskroon als verhoging, op de linkerborst. Daarnaast droegen de Broeders der Vierde Klasse ook de verguld zilveren medaille voor Broeders Expectant der Eerste Klasse op de linkerborst.
- Broeder der Derde Klasse

De Broeders der Derde Klasse droegen het versiersel van de Orde in verguld zilver met keizerskroon aan een lint met rozet, als een Officier in een orde, op de linkerborst. Daarnaast droegen ook zij de verguld zilveren medaille voor Broeders Expectant der Eerste Klasse op de linkerborst.
- Broeder der Tweede Klasse

De Broeders der Tweede Klasse droegen het versiersel van de Orde in goud met keizerskroon "en sautoir", dus als een Commandeur in een orde, aan een lint om de hals . Daarnaast droegen ook zij de verguld zilveren medaille voor Broeders Expectant der Eerste Klasse op de linkerborst.
- Broeder der Eerste Klasse

De Broeders der Eerste Klasse droegen op de linkerborst een geborduurde ster en het versiersel van de Orde in goud met keizerskroon aan een breed lint op de linkerheup, als ware het een Grootlint of Grootkruis. Daarnaast droegen ook zij de verguld zilveren medaille voor Broeders Expectant der 1e klasse.
Het lint is uitgevoerd in de kleuren van de stad Amsterdam, het is rood met aan weerszijden een smalle witte en een smalle zwarte bies. Omdat dit een particuliere onderscheiding is en er geen toestemming was gegeven om de versierselen ook op militaire uniformen te dragen zijn er geen batons bekend. Men droeg de versierselen wel op avondkleding en rokkostuum en van de medailles voor Broeders Expectant zijn miniaturen bekend met een diameter van 21,4 millimeter. Er zijn geen civiele knoopsgatversieringen  voor op het revers zoals lintjes, strikjes of rozetten bekend.

## Het versiersel
De versierselen van de expecttanten zijn 34 millimeter hoog en breed. 
Het versiersel van de Broederschapsorde der Vrijwillige Burgerwachten is een vierarmig gepareld kruis met vier wit geëmailleerde armen. Tussen deze armen zijn vijf stralen met in het midden een vierpuntige ster aangebracht. In het midden van het kruis is een zwart geëmailleerd medaillon aangebracht. Op de voorzijde van het medaillon is een voetboog afgebeeld zoals die eeuwenlang als wapen van de schutters werd gebruikt. Op de keerzijde van het kruis is op het medaillon de tekst "DIENEN IS RIDDERPLICHT" te lezen. 
Het lint is rood met wit met zwarte bies, en toevallig gelijk aan dat van de in 1939 ingestelde Orde van het IJzeren Kruis tijdens het Derde Rijk.